# Sylvie Pissis
Sylvie Pissis, född 24 februari 1963, är en fransk bågskytt. Hon deltog vid olympiska sommarspelen 2000.